# Pittsburgh Xplosion
I Pittsburgh Xplosion sono stati una franchigia di pallacanestro della ABA 2000, con sede a Pittsburgh.
Creati nell'autunno del 2004 con il nome di Pittsburgh Hard Hats, cambiarono subito il nome in Pennsylvania Pit Bulls. Disputarono poche partite della stagione 2004-05 non riuscendo a qualificarsi per i play-off. L'anno successivo divennero i Pittsburgh Xplosion, e dal 2006 si trasferirono nella Continental Basketball Association.
Si sciolsero alla vigilia della stagione 2008-09.

## Stagioni
| Stagione | Lega     | Denominazione          | V  | P  | %    | Piazzamento | Play-off         |
| -------- | -------- | ---------------------- | -- | -- | ---- | ----------- | ---------------- |
| 2004-05  | ABA 2000 | Pennsylvania Pit Bulls | 8  | 9  | 47,1 | 6º          | -                |
| 2005-06  | ABA 2000 | Pittsburgh Xplosion    | 18 | 11 | 62,1 | 2º          | Quarti di finale |
| 2006-07  | CBA      | Pittsburgh Xplosion    | 10 | 38 | 20,8 | 4º          | -                |
| 2007-08  | CBA      | Pittsburgh Xplosion    | 29 | 19 | 60,4 | 2º          | -                |